# Nino Pršeš
Vahidin ”Nino” Pršeš är en bosnisk sångare, kompositör och keyboardist från Sarajevo.
Pršeš studerade musik på gymnasiet och sedan musikteori och pedagogik på musikhögskolan i Sarajevo. Han har spelat med ett antal bosniska pop- och rockband, däribland med Dino Merlin, Mladen Vojičić - Tifa, Dado Topić, Halid Muslimović och Hanka Paldum. Han deltog i den bosniska uttagningen till Eurovision Song Contest (ESC) 2001 med den egenkomponerade låten Hano och vann. I ESC kom han på fjortondeplats med 29 poäng. Samma år gav han ut sitt debutalbum som soloartist, Ženi se, som blev en framgång i Bosnien och Hercegovina.
2009-2012 var han verksam som musikproducent i Slovenien.

## Diskografi
- Ženi se (2001)
- 1/1 (2002)
- Rum-pum (2005)